# 松本宗利音
松本 宗利音（まつもと しゅうりひと、1993年11月22日 - ）は、日本の指揮者。

## 来歴・人物
大阪府豊中市出身。幼少時よりヴァイオリンを学び、相愛音楽教室およびセンチュリー・ユースオーケストラに所属。京都市立京都堀川音楽高等学校を卒業後、東京藝術大学音楽学部指揮科卒業。
指揮を尾高忠明、高関健に師事。
2017年より東京シティ・フィルハーモニック管弦楽団の指揮研究員を2年間務めた。2019年4月から2022年3月まで札幌交響楽団指揮者。2020年東京シティ・フィルハーモニック管弦楽団のティアラこうとう定期演奏会にデビュー。2021年には札幌交響楽団hitaru定期演奏会、読売日本交響楽団名曲シリーズ、大阪フィルハーモニー交響楽団定期演奏会を指揮。2023年12月「札響の第９」に起用される。
2025年4月1日大阪フィルハーモニー交響楽団の指揮者に就任。
珍しい名前、宗利音（しゅうりひと）は、ドイツの指揮者であるカール・シューリヒトの夫人により名付けられた。